# 洪村霭庭公祠
洪村霭庭公祠又名三昼堂、六世大夫祠，位于中国江西省上饶市婺源县清华镇洪村。是内阁中书、朝议大夫洪钧的家祠，建于嘉庆二十一年（1816 年）。“霭庭”是洪钧祖父洪永禧的字。
霭庭公祠的砖雕十分精致。
2018年，洪村霭庭公祠作为“婺源明清祠堂”的子项目列为江西省文物保护单位。